# The Night of Nights
The Night of Nights is een Amerikaanse dramafilm uit 1939 onder regie van Lewis Milestone. De film werd destijds uitgebracht onder de titel Artiestenbloed.

## Verhaal
Dan O'Farrell was ooit een briljante theatermaker op Broadway. Hij werd geschorst, nadat hij dronken op het podium verscheen. Daarna werd hij verlaten door zijn vrouw, omdat hij met zijn dronken verschijning haar optreden had verknoeid. Hij koos sindsdien voor een leven in afzondering.

## Rolverdeling
| Acteur            | Personage             |
| ----------------- | --------------------- |
| Pat O'Brien       | Dan O'Farrell         |
| Olympe Bradna     | Marie Alyce O'Farrell |
| Roland Young      | Barry Keith-Trimble   |
| Reginald Gardiner | J. Neville Prime      |
| George E. Stone   | Sammy Kayn            |
| Murray Alper      | Muggins               |